# Liste der Lieder von The Who
Dies ist eine Liste der Lieder der britischen Rock-Musikgruppe The Who. Des Weiteren befinden sich alle Non-Album-Tracks und Cover in dieser Liste. Die Liste ist alphabetisch sortiert. Sie gibt Auskunft über die Urheber.

## Liste
| Song                                  | Jahr | Album                                                                    | Autoren                                                                                   | Gesang                                                    |
| ------------------------------------- | ---- | ------------------------------------------------------------------------ | ----------------------------------------------------------------------------------------- | --------------------------------------------------------- |
| 1921 (1951)                           | 1969 | Tommy                                                                    | Pete Townshend                                                                            | Pete Townshend                                            |
| 5.15                                  | 1973 | Quadrophenia                                                             | Pete Townshend                                                                            | Roger Daltrey, Pete Townshend                             |
| 905                                   | 1978 | Who Are You                                                              | John Entwistle                                                                            | John Entwistle                                            |
| A Legal Matter                        | 1965 | My Generation                                                            | Pete Townshend                                                                            | Pete Townshend                                            |
| A Little Is Enough (Live)             | 1990 | Join Together                                                            | Pete Townshend                                                                            | Pete Townshend                                            |
| A Man in a Purple Dress               | 2006 | Endless Wire                                                             | Pete Townshend                                                                            | Roger Daltrey                                             |
| A Man Is a Man                        | 1982 | It’s Hard                                                                | Pete Townshend                                                                            | Roger Daltrey                                             |
| A Quick One, While He’s Away          | 1966 | A Quick One                                                              | Pete Townshend                                                                            | Roger Daltrey, Pete Townshend, John Entwistle             |
| After the Fire (Live)                 | 2000 | The Blues to the Bush                                                    | Pete Townshend                                                                            | Roger Daltrey                                             |
| All This Music Must Fade              | 2019 | Who                                                                      | Pete Townshend                                                                            | Roger Daltrey, Pete Townshend                             |
| Amazing Journey                       | 1969 | Tommy                                                                    | Pete Townshend                                                                            | Roger Daltrey                                             |
| Another Tricky Day                    | 1981 | Face Dances                                                              | Pete Townshend                                                                            | Roger Daltrey                                             |
| Anytime You Want Me                   | 1965 | My Generation                                                            | Garnet Mimms, Jerry Ragovoy                                                               | Roger Daltrey                                             |
| Anyway, Anyhow, Anywhere              | 1965 | Meaty Beaty Big and Bouncy                                               | Roger Daltrey, Pete Townshend                                                             | Roger Daltrey                                             |
| Armenia City in the Sky               | 1967 | The Who Sell Out                                                         | Speedy Keen                                                                               | Roger Daltrey, Keith Moon                                 |
| Athena                                | 1982 | It’s Hard                                                                | Pete Townshend                                                                            | Roger Daltrey, Pete Townshend                             |
| Baba O’Riley                          | 1971 | Who’s Next                                                               | Pete Townshend                                                                            | Roger Daltrey, Pete Townshend                             |
| Baby Don’t You Do It                  | 1971 | Who’s Next                                                               | Brian Holland, Lamont Herbert Dozier, Edward Holland (Marvin Gaye 1964)                   | Roger Daltrey                                             |
| Bald Headed Woman                     | 1964 | Two’s Missing                                                            | Shel Talmy                                                                                | Roger Daltrey                                             |
| Ball and Chain                        | 2019 | Who                                                                      | Pete Townshend                                                                            | Roger Daltrey                                             |
| Barbara Ann                           | 1966 | A Quick One                                                              | Fred Fassert (The Regents 1961)                                                           | Roger Daltrey, Pete Townshend, John Entwistle, Keith Moon |
| Bargain                               | 1971 | Who’s Next                                                               | Pete Townshend                                                                            | Roger Daltrey, Pete Townshend                             |
| Batman                                | 1966 | A Quick One                                                              | Neal Hefti                                                                                | Roger Daltrey, Pete Townshend, John Entwistle, Keith Moon |
| Batman Theme                          | 1966 | Ready Steady Who                                                         | Neal Hefti                                                                                | Roger Daltrey, Pete Townshend, John Entwistle, Keith Moon |
| Be Lucky                              | 2014 | The Who Hits 50                                                          | Pete Townshend                                                                            | Roger Daltrey                                             |
| Beads On One String                   | 2019 | Who                                                                      | Pete Townshend, Josh Hunsacker                                                            | Roger Daltrey                                             |
| Behind Blue Eyes                      | 1971 | Who’s Next                                                               | Pete Townshend                                                                            | Roger Daltrey                                             |
| Bell Boy                              | 1973 | Quadrophenia                                                             | Pete Townshend                                                                            | Roger Daltrey, Keith Moon                                 |
| Bernie's Holiday Camp                 | 1975 | Tommy                                                                    | Pete Townshend                                                                            | Ann-Margret, Alison Dowling, Oliver Reed                  |
| Big Boss Man (Live)                   | 1979 | Captured Live!!!: Pete Meaden Band (Bootleg)                             | Luther Dixon, Al Smith (Jimmy Reed 1961)                                                  | Roger Daltrey                                             |
| Black Widow’s Eyes                    | 2006 | Endless Wire                                                             | Pete Townshend                                                                            | Roger Daltrey                                             |
| Blue, Red and Grey                    | 1975 | The Who By Numbers                                                       | Pete Townshend                                                                            | Pete Townshend                                            |
| Bony Moronie (Live)                   | 1988 | Won't Get Fooled Again                                                   | Larry Williams                                                                            | Roger Daltrey                                             |
| Boris the Spider                      | 1966 | A Quick One                                                              | John Entwistle                                                                            | John Entwistle                                            |
| Break The News                        | 2019 | Who                                                                      | Simon Townshend                                                                           | Roger Daltrey                                             |
| Bucket T                              | 1966 | A Quick One                                                              | Dean Torrence, Roger Christian, Donald J. Altfeld                                         | Keith Moon                                                |
| C'mon Everybody (Live)                | 1968 | Live at the Fillmore East 1968                                           | Eddie Cochran, Jerry Capehart                                                             | Roger Daltrey                                             |
| Cache Cache                           | 1981 | Face Dances                                                              | Pete Townshend                                                                            | Roger Daltrey                                             |
| Call Me Lightning                     | 1968 | Magic Bus: The Who on Tour                                               | Pete Townshend                                                                            | Roger Daltrey                                             |
| Christmas                             | 1969 | Tommy                                                                    | Pete Townshend                                                                            | Roger Daltrey, Pete Townshend                             |
| Circles (Instant Party)               | 1965 | My Generation                                                            | Pete Townshend                                                                            | Roger Daltrey                                             |
| Cobwebs and Strange                   | 1966 | A Quick One                                                              | Keith Moon                                                                                | Keith Moon                                                |
| Cooks County                          | 1982 | It's Hard                                                                | Pete Townshend                                                                            | Roger Daltrey, Pete Townshend                             |
| Cousin Kevin                          | 1969 | Tommy                                                                    | John Entwistle                                                                            | Pete Townshend, John Entwistle                            |
| Cousin Kevin Model Child              | 1969 | Odds and Sods                                                            | Pete Townshend, John Entwistle                                                            | Pete Townshend, John Entwistle, Keith Moon                |
| Cry If You Want                       | 1982 | It's Hard                                                                | Pete Townshend                                                                            | Roger Daltrey                                             |
| Cut My Hair                           | 1973 | Quadrophenia                                                             | Pete Townshend                                                                            | Roger Daltrey, Pete Townshend                             |
| Daddy Rolling Stone                   | 1968 | Two's Missing                                                            | Derek Martin (Otis Blackwell 1963)                                                        | Roger Daltrey                                             |
| Daily Records                         | 1981 | Face Dances                                                              | Pete Townshend                                                                            | Roger Daltrey                                             |
| Dancing in the Street                 | 1965 | BBC Sessions                                                             | Marvin Gaye, William Stevenson, Ivy Jo Hunter (Martha & The Vandella 1964)                | Roger Daltrey, John Entwistle                             |
| Dangerous                             | 1982 | It's Hard                                                                | John Entwistle                                                                            | Roger Daltrey                                             |
| Danny and My Ponies                   | 2019 | Who (bonus edition)                                                      | Pete Townshend                                                                            | Pete Townshend                                            |
| Detour                                | 2019 | Who                                                                      | Pete Townshend                                                                            | Roger Daltrey                                             |
| Did You Steal My Money                | 1981 | Face Dances                                                              | Pete Townshend                                                                            | Roger Daltrey                                             |
| Dig                                   | 1990 | Join Together                                                            | Pete Townshend                                                                            | Roger Daltrey                                             |
| Disguises                             | 1966 | A Quick One                                                              | Pete Townshend                                                                            | Roger Daltrey                                             |
| Do You Think It's Alright?            | 1969 | Tommy                                                                    | Pete Townshend                                                                            | Roger Daltrey, Pete Townshend, John Entwistle             |
| Doctor, Doctor                        | 1966 | A Quick One                                                              | John Entwistle                                                                            | John Entwistle                                            |
| Doctor Jimmy                          | 1973 | Quadrophenia                                                             | Pete Townshend                                                                            | Roger Daltrey                                             |
| Dogs                                  | 1968 | Two's Missing                                                            | Pete Townshend                                                                            | Roger Daltrey                                             |
| Dogs Part Two                         | 1969 | Two's Missing                                                            | Keith Moon                                                                                | Instrumental                                              |
| Don't Let Go the Coat                 | 1981 | Face Dances                                                              | Pete Townshend                                                                            | Roger Daltrey                                             |
| Don't Look Away                       | 1966 | A Quick One                                                              | Pete Townshend                                                                            | Roger Daltrey                                             |
| Dr. Jekyll and Mr. Hyde               | 1968 | Magic Bus: The Who on Tour                                               | John Entwistle                                                                            | John Entwistle                                            |
| Dreaming from the Waist               | 1975 | The Who By Numbers                                                       | Pete Townshend                                                                            | Roger Daltrey                                             |
| Drowned                               | 1973 | Quadrophenia                                                             | Pete Townshend                                                                            | Roger Daltrey                                             |
| Early Morning Cold Taxi               | 1967 | The Who Sell Out                                                         | Roger Daltrey, Dave Langsten                                                              | Roger Daltrey                                             |
| Eminence Front                        | 1982 | It's Hard                                                                | Pete Townshend                                                                            | Pete Townshend                                            |
| Empty Glass                           | 1978 | Who Are You                                                              | Pete Townshend                                                                            | Pete Townshend                                            |
| Endless Wire                          | 2006 | Wire & Glass                                                             | Pete Townshend                                                                            | Pete Townshend                                            |
| Eyesight to the Blind                 | 1969 | Tommy                                                                    | Sonny Boy Williamson II 1951                                                              | Roger Daltrey                                             |
| Face the Face                         | 1990 | Join Together                                                            | Pete Townshend                                                                            | Pete Townshend                                            |
| Faith in Something Bigger             | 1968 | Odds and Sods                                                            | Pete Townshend                                                                            | Roger Daltrey                                             |
| Fiddle About                          | 1969 | Tommy                                                                    | John Entwistle                                                                            | John Entwistle                                            |
| Fire                                  | 1989 | The Iron Man: The Musical by Pete Townshend                              | Arthur Brown, Vincent Crane, Mike Finesilver, Peter Ker                                   | Roger Daltrey                                             |
| Fortune Teller                        | 1968 | 30 Years of Maximum R&B                                                  | Allen Toussaint, Naomi Neville (Benny Spellman 1961)                                      | Roger Daltrey, John Entwistle                             |
| Four Faces                            | 1979 | Quadrophenia (soundtrack)                                                | Pete Townshend                                                                            | Pete Townshend                                            |
| Fragments                             | 2006 | Endless Wire                                                             | Pete Townshend, Lawrence Ball                                                             | Roger Daltrey                                             |
| Fragments of Fragments                | 2006 | Endless Wire                                                             | Pete Townshend, Lawrence Ball                                                             | Pete Townshend                                            |
| Get Out and Stay Out                  | 1979 | Quadrophenia (soundtrack)                                                | Pete Townshend                                                                            | Pete Townshend                                            |
| Getting in Tune                       | 1971 | Who's Next                                                               | Pete Townshend                                                                            | Roger Daltrey, Pete Townshend, John Entwistle             |
| Girl's Eyes                           | 1967 | The Who Sell Out                                                         | Keith Moon                                                                                | Keith Moon                                                |
| Glittering Girl                       | 1967 | The Who Sell Out                                                         | Pete Townshend                                                                            | Pete Townshend                                            |
| Glow Girl                             | 1967 | Odds and Sods                                                            | Pete Townshend                                                                            | Roger Daltrey, Pete Townshend                             |
| Go to the Mirror                      | 1969 | Tommy                                                                    | Roger Daltrey, Pete Townshend                                                             | Roger Daltrey, Pete Townshend                             |
| God Speaks of Marty Robbins           | 2006 | Endless Wire                                                             | Pete Townshend                                                                            | Pete Townshend                                            |
| Goin' Down (Live)                     | 1987 | Two's Missing                                                            | Don Nix                                                                                   | Roger Daltrey                                             |
| Going Mobile                          | 1971 | Who's Next                                                               | Pete Townshend                                                                            | Pete Townshend                                            |
| Good Lovin'                           | 1965 | BBC Sessions                                                             | Rudy Clark, Arthur Resnick                                                                | Roger Daltrey                                             |
| Got Nothing to Prove                  | 2019 | Who (bonus edition)                                                      | Pete Townshend                                                                            | Pete Townshend                                            |
| Green Onions (Live)                   | 1964 | Remembers the High Numbers (Bootleg)                                     | Booker T. Jones, Al Jackson, Steve Cropper, Lewis Steinberg (Booker T. & The M.G.'s 1962) | Roger Daltrey                                             |
| Greyhound Girl (Live)                 | 2006 | Endless Wire (Bonus-CD)                                                  | Pete Townshend                                                                            | Pete Townshend                                            |
| Guitar and Pen                        | 1978 | Who Are You                                                              | Pete Townshend                                                                            | Roger Daltrey                                             |
| Had Enough                            | 1978 | Who Are You                                                              | John Entwistle                                                                            | Roger Daltrey, John Entwistle                             |
| Happy Jack                            | 1966 | A Quick One                                                              | Pete Townshend                                                                            | Roger Daltrey, Pete Townshend, John Entwistle             |
| Heart to Hang Onto (Live)             | 2000 | Live at the Royal Albert Hall                                            | Pete Townshend                                                                            | Pete Townshend                                            |
| Heat Wave                             | 1966 | A Quick One                                                              | Lamont Dozier, Eddie Holland, Brian Holland (Martha & The Vandellas 1963)                 | Roger Daltrey                                             |
| Heaven and Hell                       | 1970 | Who's Missing                                                            | John Entwistle                                                                            | John Entwistle                                            |
| Heinz Baked Beans                     | 1967 | The Who Sell Out                                                         | John Entwistle                                                                            | John Entwistle                                            |
| Helpless Dancer                       | 1973 | Quadrophenia                                                             | Pete Townshend                                                                            | Roger Daltrey                                             |
| Here For More                         | 1969 | Who's Missing                                                            | Roger Daltrey                                                                             | Roger Daltrey                                             |
| Here 'Tis                             | 1994 | Thirty Years of Maximum R&B                                              | Ellas McDaniel (Bo Diddley 1961)                                                          | Roger Daltrey                                             |
| Hero Ground Zero                      | 2019 | 2019                                                                     | Pete Townshend                                                                            | Roger Daltrey                                             |
| Hey Joe                               | 1989 | L.A. Coliseum 1989: Mike Millard First Generation Tapes (Live) (Bootleg) | Billy Roberts (The Leaves 1966)                                                           | Roger Daltrey                                             |
| How Can I Do It Alone                 | 1981 | Face Dances                                                              | Pete Townshend                                                                            | Roger Daltrey                                             |
| How Many Friends                      | 1975 | The Who By Numbers                                                       | Pete Townshend                                                                            | Roger Daltrey                                             |
| However Much I Booze                  | 1975 | The Who By Numbers                                                       | Pete Townshend                                                                            | Pete Townshend                                            |
| I Am the Sea                          | 1973 | Quadrophenia                                                             | Pete Townshend                                                                            | Instrumental                                              |
| I Can See For Miles                   | 1967 | The Who Sell Out                                                         | Pete Townshend                                                                            | Roger Daltrey                                             |
| I Can't Explain                       | 1964 | Meaty Beaty Big and Bouncy                                               | Pete Townshend                                                                            | Roger Daltrey                                             |
| I Can't Reach You                     | 1967 | The Who Sell Out                                                         | Pete Townshend                                                                            | Pete Townshend                                            |
| I Don't Even Know Myself              | 1971 | Who's Next                                                               | Pete Townshend                                                                            | Roger Daltrey, John Entwistle                             |
| I Don't Mind                          | 1965 | My Generation                                                            | James Brown                                                                               | Roger Daltrey                                             |
| I Don't Wanna Get Wise                | 2019 | Who                                                                      | Pete Townshend                                                                            | Roger Daltrey                                             |
| I Like Nightmares                     | 1981 | Face Dances                                                              | Pete Townshend                                                                            | Pete Townshend                                            |
| I Need You                            | 1966 | A Quick One                                                              | Keith Moon                                                                                | Keith Moon                                                |
| I Was                                 | 2003 | Tommy (re-release)                                                       | Pete Townshend                                                                            | Instrumental                                              |
| I'll Be Back                          | 2019 | Who                                                                      | Pete Townshend                                                                            | Pete Townshend                                            |
| I'm a Boy                             | 1966 | Meaty Beaty Big and Bouncy                                               | Pete Townshend                                                                            | Roger Daltrey, Pete Townshend                             |
| I’m a Man                             | 1965 | My Generation                                                            | Bo Diddley 1955                                                                           | Roger Daltrey                                             |
| I'm Free                              | 1969 | Tommy                                                                    | Pete Townshend                                                                            | Roger Daltrey, Pete Townshend                             |
| I'm One                               | 1973 | Quadrophenia                                                             | Pete Townshend                                                                            | Pete Townshend                                            |
| I'm the Face                          | 1964 | Odds and Sods                                                            | Peter Meaden (The High Numbers 1964)                                                      | Roger Daltrey                                             |
| Imagine a Man                         | 1975 | The Who By Numbers                                                       | Pete Townshend                                                                            | Roger Daltrey                                             |
| In a Hand or a Face                   | 1975 | The Who By Numbers                                                       | Pete Townshend                                                                            | Roger Daltrey                                             |
| In the City                           | 1966 | A Quick One                                                              | John Entwistle, Keith Moon                                                                | John Entwistle, Keith Moon                                |
| In the Ether                          | 2006 | Endless Wire                                                             | Pete Townshend                                                                            | Pete Townshend                                            |
| In the Hall of the Mountain King      | 1967 | The Who Sell Out                                                         | Edvard Grieg                                                                              | Instrumental                                              |
| Instant Party (Circles)               | 1965 | My Generation                                                            | Pete Townshend                                                                            | Roger Daltrey                                             |
| Instant Party Mixture                 | 2002 | My Generation (bonus track)                                              | Pete Townshend                                                                            | Roger Daltrey                                             |
| Is it in My Head?                     | 1973 | Quadrophenia                                                             | Pete Townshend                                                                            | Roger Daltrey, John Entwistle                             |
| It's a Boy                            | 1969 | Tommy                                                                    | Pete Townshend                                                                            | Pete Townshend                                            |
| It's Hard                             | 1982 | It's Hard                                                                | Pete Townshend                                                                            | Roger Daltrey                                             |
| It's In You                           | 1981 | Face Dances                                                              | Pete Townshend                                                                            | Roger Daltrey                                             |
| It's Not Enough                       | 2006 | Endless Wire                                                             | Pete Townshend, Rachel Fuller                                                             | Roger Daltrey                                             |
| It's Not True                         | 1965 | My Generation                                                            | Pete Townshend                                                                            | Roger Daltrey                                             |
| It's Your Turn                        | 1982 | It's Hard                                                                | John Entwistle                                                                            | Roger Daltrey                                             |
| I've Been Away                        | 1966 | A Quick One                                                              | John Entwistle                                                                            | John Entwistle                                            |
| I've Had Enough                       | 1973 | Quadrophenia                                                             | Pete Townshend                                                                            | Roger Daltrey, Pete Townshend                             |
| I've Known No War                     | 1982 | It's Hard                                                                | Pete Townshend                                                                            | Roger Daltrey                                             |
| Jaguar                                | 1967 | The Who Sell Out                                                         | Pete Townshend                                                                            | Pete Townshend, Keith Moon                                |
| Join Together                         | 1972 | My Generation: The Very Best of The Who                                  | Pete Townshend                                                                            | Roger Daltrey                                             |
| Joker James                           | 1979 | Quadrophenia (soundtrack)                                                | Pete Townshend                                                                            | Roger Daltrey                                             |
| Jump Back (Live)                      | 1965 | YouTube                                                                  | Rufus Thomas, Oriell Roberts (Rufus Thomas 1964)                                          | Roger Daltrey                                             |
| Just You and Me, Darling (Live)       | 2000 | BBC Sessions                                                             | Brown                                                                                     | Roger Daltrey                                             |
| La-La-La-Lies                         | 1965 | My Generation                                                            | Pete Townshend                                                                            | Roger Daltrey                                             |
| Land of Hope and Glory                | 1995 | A Quick One (bonus track)                                                | Edward Elgar                                                                              | Pete Townshend                                            |
| Leaving Here                          | 1965 | The Who Sings My Generation                                              | Brian Holland, Lamont Dozier, Eddie Holland                                               | Roger Daltrey                                             |
| Let's See Action                      | 1971 | The Who Hits 50                                                          | Pete Townshend                                                                            | Roger Daltrey                                             |
| Little Billy                          | 1968 | Odds and Sods                                                            | Pete Townshend                                                                            | Roger Daltrey, Pete Townshend                             |
| Long Live Rock                        | 1972 | Odds and Sods                                                            | Pete Townshend                                                                            | Roger Daltrey, Pete Townshend                             |
| Love Ain't for Keeping                | 1971 | Who's Next                                                               | Pete Townshend                                                                            | Roger Daltrey                                             |
| Love Hurts (Live)                     | 1968 | Cry Blue Murder (Bootleg)                                                | Boudleaux Bryant (The Everly Brothers 1960)                                               | Roger Daltrey                                             |
| Love is Coming Down                   | 1978 | Who Are You                                                              | Pete Townshend                                                                            | Roger Daltrey                                             |
| Love Is Like a - Heat Wave            | 1966 | A Quick One                                                              | Brian Holland, Lamont Dozier, Edward Holland                                              | Roger Daltrey                                             |
| Love, Reign o'er Me                   | 1973 | Quadrophenia                                                             | Pete Townshend                                                                            | Roger Daltrey                                             |
| Louie, Louie Go Home                  | 1965 | Who's Missing                                                            | Paul Revere, Mark Lindsay                                                                 | Roger Daltrey                                             |
| Lubie (Come Back Home)                | 1965 | My Generation                                                            | Paul Revere Dick, Mark Lindsay                                                            | Roger Daltrey                                             |
| Magic Bus                             | 1968 | Magic Bus: The Who on Tour                                               | Pete Townshend                                                                            | Roger Daltrey                                             |
| Man with Money                        | 1966 | A Quick One                                                              | Don Everly, Phil Everly (The Everly Brothers 1965)                                        | Roger Daltrey, Pete Townshend, John Entwistle             |
| Mary Anne with the Shaky Hand         | 1967 | The Who Sell Out                                                         | Pete Townshend                                                                            | Roger Daltrey, Pete Townshend                             |
| Medac                                 | 1967 | The Who Sell Out                                                         | John Entwistle                                                                            | John Entwistle                                            |
| Melancholia                           | 1967 | The Who Sell Out                                                         | Pete Townshend                                                                            | Roger Daltrey                                             |
| Mike Post Theme                       | 2006 | Endless Wire                                                             | Pete Townshend                                                                            | Roger Daltrey                                             |
| Miracle Cure                          | 1969 | Tommy                                                                    | Pete Townshend                                                                            | Pete Townshend                                            |
| Mirror Door                           | 2006 | Wire & Glass                                                             | Pete Townshend                                                                            | Roger Daltrey                                             |
| Motoring                              | 1966 | Two's Missing                                                            | Pete Townshend                                                                            | Roger Daltrey                                             |
| Much Too Much                         | 1965 | My Generation                                                            | Pete Townshend                                                                            | Roger Daltrey                                             |
| Music Must Change                     | 1978 | Who Are You                                                              | Pete Townshend                                                                            | Roger Daltrey                                             |
| My Generation                         | 1965 | My Generation                                                            | Pete Townshend                                                                            | Roger Daltrey                                             |
| My Way                                | 1998 | Odds & Sods (1998 remaster)                                              | Eddie Cochran, Jerry Capehart                                                             | Roger Daltrey                                             |
| My Wife                               | 1971 | Who's Next                                                               | John Entwistle                                                                            | John Entwistle                                            |
| Naked Eye                             | 1974 | Odds & Sods                                                              | Pete Townshend                                                                            | Roger Daltrey, Pete Townshend                             |
| New Song                              | 1978 | Who Are You                                                              | Pete Townshend                                                                            | Roger Daltrey                                             |
| No Road Romance                       | 1978 | Who Are You                                                              | Pete Townshend                                                                            | Pete Townshend                                            |
| Now I'm a Farmer                      | 1973 | Odds and Sods                                                            | Pete Townshend                                                                            | Roger Daltrey, Pete Townshend                             |
| Odorono                               | 1967 | The Who Sell Out                                                         | Pete Townshend                                                                            | Pete Townshend                                            |
| Old Red Wine                          | 2004 | Then and Now                                                             | Pete Townshend                                                                            | Roger Daltrey                                             |
| One at a Time                         | 1982 | It's Hard                                                                | John Entwistle                                                                            | John Entwistle                                            |
| One Life's Enough                     | 1982 | It's Hard                                                                | Pete Townshend                                                                            | Roger Daltrey                                             |
| Our Love Was                          | 1967 | The Who Sell Out                                                         | Pete Townshend                                                                            | Pete Townshend                                            |
| Out in the Street                     | 1965 | My Generation                                                            | Pete Townshend                                                                            | Roger Daltrey                                             |
| Overture                              | 1969 | Tommy                                                                    | Pete Townshend                                                                            | Pete Townshend                                            |
| Pick Up the Peace                     | 2006 | Wire & Glass                                                             | Pete Townshend                                                                            | Roger Daltrey                                             |
| Pictures of Lily                      | 1968 | Magic Bus: The Who on Tour                                               | Pete Townshend                                                                            | Roger Daltrey                                             |
| Pinball Wizard                        | 1969 | Tommy                                                                    | Pete Townshend                                                                            | Roger Daltrey, Pete Townshend                             |
| Please, Please, Please                | 1965 | My Generation                                                            | James Brown, Johnny Terry                                                                 | Roger Daltrey                                             |
| Postcard                              | 1973 | Odds and Sods                                                            | John Entwistle                                                                            | John Entwistle                                            |
| Pure and Easy                         | 1971 | Who's Next                                                               | Pete Townshend                                                                            | Roger Daltrey, Pete Townshend                             |
| Put the Money Down                    | 1972 | Odds and Sods                                                            | Pete Townshend                                                                            | Roger Daltrey                                             |
| Quadrophenia                          | 1973 | Quadrophenia                                                             | Pete Townshend                                                                            | Instrumental                                              |
| Rael 1                                | 1967 | The Who Sell Out                                                         | Pete Townshend                                                                            | Roger Daltrey                                             |
| Rael 2                                | 1967 | The Who Sell Out                                                         | Pete Townshend                                                                            | Pete Townshend                                            |
| Real Good Looking Boy                 | 2004 | Then and Now                                                             | Pete Townshend, Luigi Creatore, Hugo Peretti, George David Weiss                          | Roger Daltrey                                             |
| Relax                                 | 1967 | The Who Sell Out                                                         | Pete Townshend                                                                            | Roger Daltrey, Pete Townshend                             |
| Relay                                 | 1972 | Hooligans                                                                | Pete Townshend                                                                            | Roger Daltrey                                             |
| Road Runner (Live)                    | 2003 | Who's Next (reissue track)                                               | Ellas McDaniel (Bo Diddley 1955)                                                          | Roger Daltrey                                             |
| Rockin' In Rage                       | 2019 | Who                                                                      | Pete Townshend                                                                            | Roger Daltrey                                             |
| Rough Boys (Live)                     | 1990 | Join Together                                                            | Pete Townshend                                                                            | Pete Townshend                                            |
| Run, Run, Run                         | 1966 | A Quick One                                                              | Pete Townshend                                                                            | Roger Daltrey                                             |
| Sally Simpson                         | 1969 | Tommy                                                                    | Pete Townshend                                                                            | Roger Daltrey, Pete Townshend, John Entwistle             |
| Sand                                  | 2019 | Who (bonus edition)                                                      | Pete Townshend                                                                            | Pete Townshend                                            |
| Saturday Night's Alright for Fighting | 1991 | Two Rooms: Celebrating the Songs of Elton John & Bernie Taupin           | Elton John, Bernie Taupin                                                                 | Roger Daltrey                                             |
| Sea and Sand                          | 1973 | Quadrophenia                                                             | Pete Townshend                                                                            | Roger Daltrey                                             |
| See Me, Feel Me                       | 1969 | Tommy                                                                    | Pete Townshend                                                                            | Roger Daltrey                                             |
| See My Way                            | 1966 | A Quick One                                                              | Roger Daltrey                                                                             | Roger Daltrey                                             |
| Sensation                             | 1969 | Tommy                                                                    | Pete Townshend                                                                            | Pete Townshend                                            |
| Shakin' All Over (Live)               | 1970 | Live at Leeds                                                            | Johnny Kidd, Guy Robinson (Johnny Kidd And The Pirates 1960)                              | Roger Daltrey                                             |
| She Rocked My World                   | 2019 | Who                                                                      | Pete Townshend                                                                            | Roger Daltrey                                             |
| Shout and Shimmy                      | 1965 | Who's Missing                                                            | James Brown                                                                               | Roger Daltrey                                             |
| Silas Stingy                          | 1967 | The Who Sell Out                                                         | John Entwistle                                                                            | John Entwistle                                            |
| Sister Disco                          | 1978 | Who Are You                                                              | Pete Townshend                                                                            | Roger Daltrey, Pete Townshend                             |
| Slip Kid                              | 1975 | The Who By Numbers                                                       | Pete Townshend                                                                            | Roger Daltrey, Pete Townshend                             |
| Smash the Mirror                      | 1969 | Tommy                                                                    | Pete Townshend                                                                            | Roger Daltrey, Pete Townshend, John Entwistle             |
| Smokestack Lightning (Live)           | 1964 | Live At Fillmore East 1968 (Bootleg)                                     | Chester Burnett (Howlin' Wolf 1953)                                                       | Roger Daltrey                                             |
| So Sad About Us                       | 1966 | A Quick One                                                              | Pete Townshend                                                                            | Roger Daltrey                                             |
| Sodding About                         | 1967 | The Who Sell Out                                                         | Pete Townshend, John Entwistle, Keith Moon                                                | Instrumental                                              |
| Somebody Saved Me                     | 1981 | Face Dances                                                              | Pete Townshend                                                                            | Roger Daltrey                                             |
| Someone's Coming                      | 1967 | The Who Sell Out                                                         | John Entwistle                                                                            | Roger Daltrey                                             |
| Sound Round                           | 2006 | Wire & Glass                                                             | Pete Townshend                                                                            | Roger Daltrey                                             |
| Sparks                                | 1969 | Tommy                                                                    | Pete Townshend                                                                            | Instrumental                                              |
| Spoonful (Live)                       | 1970 | Live at the Isle of Wight Festival 1970                                  | Willie Dixon 1969                                                                         | Roger Daltrey                                             |
| Squeeze Box                           | 1975 | The Who By Numbers                                                       | Pete Townshend                                                                            | Roger Daltrey                                             |
| Street Song                           | 2019 | Who                                                                      | Pete Townshend                                                                            | Roger Daltrey                                             |
| Substitute                            | 1966 | Meaty Beaty Big and Bouncy                                               | Pete Townshend                                                                            | Roger Daltrey                                             |
| Success Story                         | 1975 | The Who By Numbers                                                       | John Entwistle                                                                            | Roger Daltrey, John Entwistle                             |
| Summertime Blues                      | 1967 | The Who Sell Out                                                         | Eddie Cochran, Jerry Capehart (Eddie Cochran 1958)                                        | Roger Daltrey, John Entwistle                             |
| Sunrise                               | 1967 | The Who Sell Out                                                         | Pete Townshend                                                                            | Pete Townshend                                            |
| Tattoo                                | 1967 | The Who Sell Out                                                         | Pete Townshend                                                                            | Roger Daltrey, Pete Townshend                             |
| Tea and Theatre                       | 2006 | Endless Wire                                                             | Pete Townshend                                                                            | Roger Daltrey                                             |
| The Acid Queen                        | 1969 | Tommy                                                                    | Pete Townshend                                                                            | Pete Townshend                                            |
| The Dirty Jobs                        | 1973 | Quadrophenia                                                             | Pete Townshend                                                                            | Roger Daltrey                                             |
| The Good's Gone                       | 1965 | My Generation                                                            | Pete Townshend                                                                            | Roger Daltrey                                             |
| The Kids Are Alright                  | 1965 | My Generation                                                            | Pete Townshend                                                                            | Roger Daltrey                                             |
| The Last Time                         | 1967 | Rarities Volume I & Volume II                                            | Mick Jagger, Keith Richards                                                               | Roger Daltrey, Pete Townshend                             |
| The Ox                                | 1965 | My Generation                                                            | Pete Townshend, John Entwistle, Keith Moon, Nicky Hopkins                                 | Instrumental                                              |
| The Punk and the Godfather            | 1973 | Quadrophenia                                                             | Pete Townshend                                                                            | Roger Daltrey, Pete Townshend                             |
| The Quiet One                         | 1981 | Face Dances                                                              | John Entwistle                                                                            | John Entwistle                                            |
| The Real Me                           | 1973 | Quadrophenia                                                             | Pete Townshend                                                                            | Roger Daltrey                                             |
| The Rock                              | 1973 | Quadrophenia                                                             | Pete Townshend                                                                            | Instrumental                                              |
| The Seeker                            | 1970 | Meaty Beaty Big and Bouncy                                               | Pete Townshend                                                                            | Roger Daltrey                                             |
| The Song Is Over                      | 1971 | Who's Next                                                               | Pete Townshend                                                                            | Roger Daltrey, Pete Townshend                             |
| There's a Doctor                      | 1969 | Tommy                                                                    | Pete Townshend                                                                            | Pete Townshend                                            |
| They Are All In Love                  | 1975 | The Who By Numbers                                                       | Pete Townshend                                                                            | Roger Daltrey                                             |
| They Made My Dream Come True          | 2006 | Wire & Glass                                                             | Pete Townshend                                                                            | Pete Townshend                                            |
| This Gun Will Misfire                 | 2019 | Who (bonus edition)                                                      | Pete Townshend                                                                            | Pete Townshend                                            |
| Time Is Passing                       | 1998 | Odds & Sods (bonus track)                                                | Pete Townshend                                                                            | Roger Daltrey                                             |
| Tommy Can You Hear Me?                | 1969 | Tommy                                                                    | Pete Townshend                                                                            | Roger Daltrey, Pete Townshend, John Entwistle             |
| Tommy's Holiday Camp                  | 1969 | Tommy                                                                    | Pete Townshend, Keith Moon                                                                | Pete Townshend                                            |
| Too Much of Anything                  | 1971 | Who's Next                                                               | Pete Townshend                                                                            | Roger Daltrey                                             |
| Trilby's Piano                        | 2006 | Endless Wire                                                             | Pete Townshend                                                                            | Pete Townshend                                            |
| Trick of the Light                    | 1978 | Who Are You                                                              | John Entwistle                                                                            | Roger Daltrey                                             |
| Trying to Get Through                 | 2003 | Tommy (re-release)                                                       | Pete Townshend                                                                            | Pete Townshend                                            |
| Twist and Shout                       | 1984 | Who's Last                                                               | Phil Medley, Bert Russell (The Top Notes 1961)                                            | John Entwistle                                            |
| Two Thousand Years                    | 2006 | Endless Wire                                                             | Pete Townshend                                                                            | Roger Daltrey                                             |
| Under My Thumb                        | 1967 | Odds and Sods                                                            | Mick Jagger, Keith Richards                                                               | Roger Daltrey, Pete Townshend                             |
| Underture                             | 1969 | Tommy                                                                    | Pete Townshend                                                                            | Instrumental                                              |
| Unholy Trinity                        | 2006 | Endless Wire                                                             | Pete Townshend                                                                            | Roger Daltrey                                             |
| Waspman                               | 1972 | Two's Missing                                                            | Keith Moon                                                                                | Keith Moon                                                |
| Water                                 | 1970 | Odds and Sods                                                            | Pete Townshend                                                                            | Roger Daltrey                                             |
| We Close Tonight                      | 1973 | Odds and Sods                                                            | Pete Townshend                                                                            | John Entwistle, Keith Moon                                |
| We Got a Hit                          | 2006 | Wire & Glass                                                             | Pete Townshend                                                                            | Roger Daltrey                                             |
| Welcome                               | 1969 | Tommy                                                                    | Pete Townshend                                                                            | Roger Daltrey                                             |
| We're Not Gonna Take It               | 1969 | Tommy                                                                    | Pete Townshend                                                                            | Roger Daltrey, Pete Townshend                             |
| When I Was a Boy                      | 1971 | Who's Missing                                                            | John Entwistle                                                                            | John Entwistle                                            |
| Whiskey Man                           | 1966 | A Quick One                                                              | John Entwistle                                                                            | John Entwistle                                            |
| Who Are You                           | 1978 | Who Are You                                                              | Pete Townshend                                                                            | Roger Daltrey                                             |
| Why Did I Fall for That               | 1982 | It's Hard                                                                | Pete Townshend                                                                            | Roger Daltrey                                             |
| Wire & Glass                          | 2006 | Wire & Glass                                                             | Pete Townshend                                                                            | Roger Daltrey                                             |
| Won't Get Fooled Again                | 1971 | Who's Next                                                               | Pete Townshend                                                                            | Roger Daltrey                                             |
| You                                   | 1981 | Face Dances                                                              | John Entwistle                                                                            | Roger Daltrey                                             |
| You Better You Bet                    | 1981 | Face Dances                                                              | Pete Townshend                                                                            | Roger Daltrey, Pete Townshend, John Entwistle             |
| You Stand by Me                       | 2006 | Endless Wire                                                             | Pete Townshend                                                                            | Pete Townshend                                            |
| Young Man Blues                       | 1968 | Odds and Sods                                                            | Mose Allison 1957                                                                         | Roger Daltrey                                             |
| Zoot Suit                             | 1964 | Zoot Suit                                                                | Peter Meaden                                                                              | Roger Daltrey                                             |